# Alex (Fußballspieler, 1979)
Alex (* 6. September 1979 in Guimarães; bürgerlich Domingos Alexandre Martins da Costa) ist ein portugiesischer ehemaliger Fußballspieler.

## Karriere

### Verein
Alex begann seine Profikarriere 1998 beim unterklassigen portugiesischen Verein AD Fafe. Nach drei Jahren wechselte der Flügelverteidiger zu Moreirense FC, mit denen er 2001/02 die Liga de Honra, also die zweite portugiesische Liga, gewinnen konnte und in die Primeira Liga aufstieg. Zur Saison 2002/03 gab Alex sein Erstligadebüt und überzeugt durch gute Leistungen. Mit seinem Klub schaffte er zudem den Klassenerhalt. Inzwischen wurden jedoch auch die portugiesischen Top-Teams auf den Defensivspieler aufmerksam und so sicherte sich Benfica Lissabon im Sommer 2003 die Dienste des Verteidigers. Mit Benfica wurde Alex Vize-Meister und gewann die Taça de Portugal, den nationalen Pokal. Jedoch schaffte er es nicht sich durchzusetzen und wurde zum Folgejahr an Ligakonkurrent Vitória Guimarães verliehen. Bei VSP stieg Alex zur Stammkraft auf. Dies bemerkte auch der deutsche Klub VfL Wolfsburg, so dass diese nach Alex Rückkehr nach Lissabon mit den Benfica-Verantwortlich über einen Transfer verhandelten. So wechselte der Verteidiger für ca. 1,8 Millionen Euro zur Saison 2005/06 von Benfica Lissabon zu den Wölfen. Im ersten Jahr kam er bei den Wölfen 17 Mal in der Bundesliga zum Einsatz. Sein Debüt in der Bundesliga gab der Portugiese am 3. Spieltag, den 27. August 2005, gegen Bayer 04 Leverkusen. Knapp sicherten sich die Grün-Weißen den Klassenerhalt. In den beiden folgenden Jahren standen allerdings nur noch insgesamt vier Einsätze zu Buche. Mit Beginn der Saison 2008/09 gehörte er nicht mehr dem Kader an, nachdem er von Felix Magath aussortiert wurde. Im Sommer 2009 kehrte Alex zu seinem früheren Verein Vitória Guimarães zurück, für den er bis Sommer 2013 aktiv war.

### Nationalmannschaft
Für die portugiesische Nationalmannschaft spielte Alex dreimal. Sein Debüt für Portugal gab der Defensivspieler am 4. Juni 2005 im WM-Qualifikationsspiel gegen die Slowakei. Sein letztes Spiel bestritt er kurz darauf, am 17. August 2005, im Freundschaftsspiel gegen Ägypten. Beim 2:0-Sieg stand er in der Startformation der Auswahl. In allen drei Länderspielen für Portugal stand Alex immer in der Starformation und wurde nie ausgewechselt. Jede der drei Begegnungen mit dem Abwehrspieler gewann die Landesauswahl.

### Trainer
Von Juli bis September 2014 war Alex Trainer bei Académico de Viseu und von Juli 2018 bis Juni 2019 bei Vitória Guimarães B. Seit September 2020 ist er Co-Trainer bei Zamalek Sporting Club in Ägypten.

## Erfolge
- Liga de Honra mit Moreirense FC: 2002
- Taça de Portugal mit Benfica Lissabon: 2004
- Deutscher Meister mit VfL Wolfsburg: 2009 (ohne Ligaeinsatz)